# Prosoplus toekanus
Prosoplus toekanus är en skalbaggsart som beskrevs av Stefan von Breuning 1964. Prosoplus toekanus ingår i släktet Prosoplus och familjen långhorningar. Inga underarter finns listade i Catalogue of Life.